# Missy (Svizzera)
Missy (toponimo francese; in tedesco Missach, desueto) è un comune svizzero di 359 abitanti del Canton Vaud, nel distretto della Broye-Vully.

## Storia

### Simboli
Lo stemma è stato adottato ufficialmente nel 1926, ma la sua creazione è più antica. Una "M" identica si trova nello stemma di Martherenges.

## Monumenti e luoghi d'interesse

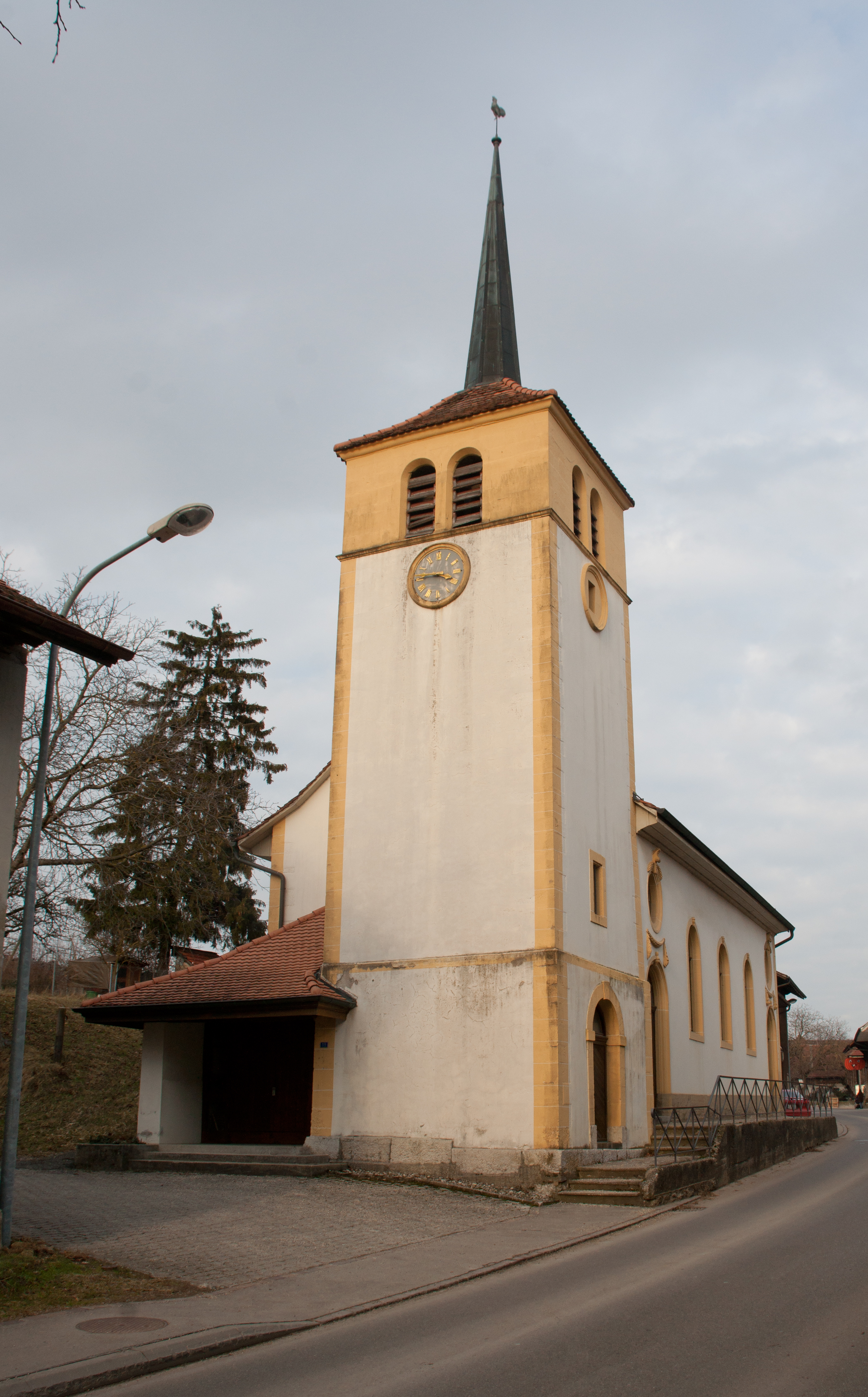
La chiesa riformata

- Chiesa riformata, eretta nel 1810[1].

## Società

### Evoluzione demografica
L'evoluzione demografica è riportata nella seguente tabella:
Abitanti censiti

## Amministrazione
Ogni famiglia originaria del luogo fa parte del cosiddetto comune patriziale e ha la responsabilità della manutenzione di ogni bene ricadente all'interno dei confini del comune.